# Birutė Galdikas
Birutė Marija Filomena Galdikas sau Birutė Mary Galdikas, OC (născută la 10 mai 1946), este antropolog, primatolog, ecolog, etolog și autor lituaniano - canadian.
Profesor la Universitatea Simon Fraser din provincia canadiană  Columbia Britanică, Galdikas este recunoscută, în domeniul primatologiei, ca o autoritate de primă mărime în domeniul studiului urangutanilor. Înainte de studiul ei complex, din teren, despre urangutani, oamenii de știință știau foarte puțin despre această specie de primate.
Alături de Jane Goodall pentru cimpanzei (Pan troglodytes), Dian Fossey pentru gorilele de munte (Gorilla beringei beringei), Birutė Galdikas, pentru urangutani (Pongo pygmaeus), a încheiat grupul select format din vocile celor mai autoritare primatolog femei ale ultimelor 65 de ani, grup numit Trimatele (engleză The Trimates de însuși mentorul lor spiritual, antropologul, etologul și paleoantropologul Louis Leakey, care are meritul conceptului de studiere al celor trei grupe de primate în mediile lor naturale, cu ajutorul unor femei primatologi, care sunt mult mai potrivite acestor tip de studii complexe, datorită instinctelor lor materne.

## Viață timpurie
Birutė Marija Filomena Galdikas s-a născut în Wiesbaden, Germania, la 10 mai 1948, din părinți lituanieni refugiați.
Părinții săi, Antanas și Filomena Galdikas, erau, la vremea respectivă refugiați lituanieni, care au fugit de ocuparea statelor baltice de către Uniunea sovietică, în perioada imediat următoare încheierii celui De-al Doilea Război Mondial.
La doi ani de la nașterea fetei, în 1948, familia s-a mutat în Canada, întrucât tatăl ei semnase un contract pentru a lucra într-o mină de exploatare a cuprului din provincia Quebec. Apoi, în anul următor, familia s-a relocat în zona metropolitană a orașului Toronto, unde Galdikas a crescut. Tatăl Antanas lucra ca miner și contractor.
Încă de mic copil, Birutė avea frecvente viziuni ale unor păduri exotice și ale unor creaturi ciudate și neobișnuite locurilor cunoscute de ea. Prima carte pe care o împrumutase de la Toronto Public Library (Biblioteca publică din Toronto) prezenta o poveste despre o maimuță numită Curious George - George, cel curios. Cea mai mare din cei patru copii, Birutė are doi frați și o soră.
După ce a mai crescut, inspirația sa venea din prezentarea aventurilor primatologilor Jane Goodall și Dian Fossey din faimoasa revistă National Geographic, care urmărea activitatea celor două femei, devenite celebre. 

## Educație
În 1962, familia Galdikas s-a mutat Vancouver, unde Galdikas l-a întâlnit pe viitorul ei soț, Rod Brindamour. Doi ani mai târziu, după ce Birutė începuse studiile la University of British Columbia (UBC), întreaga familie s-a mutat în Statele Unite, iar Galdikas a ales University of California, Los Angeles (UCLA) în locul UBC, studiind psihologia și zoologia. În 1966, a absolvit facultatea cu gradul de bachelor's degree, în psihologie și zoologie. Diploma a fost conferită de ambele universități, UCLA și UBC. Apoi, s-a căsătorit cu Brindamour și a obținut gradul de master's degree în antropologie de la UCLA, ambele evenimente având loc în 1969.

## Activitate

### Studii în Borneo
În 1971, la 25 de ani, Galdikas și soțul ei de atunci, fotograful Rod Brindamour, au ajuns în Tanjung Puting Reseve, în insula Borneo, care are o parte masivă a sa în componența Indoneziei.
Alături de Jane Goodall și Dian Fossey, Galdikas a fost cea de-a treia primatolog femeie din grupul cercetătoarelor, gândit de paleotologul, etologul și antropologul Louis Leakey, menite să studieze maimuțele mari în mediul lor natural. Numite de către Leakey Trimatele (conform originalului din engleză The Trimates) trio-ul le includea pe btitanica Goodall, axată pe studiul cimpanzeilor (Pan troglodytes) și americanca Fossey, care studia gorilele de munte (Gorilla beringei beringei). Leakey și cunoscuta National Geographic Society au ajutat-o semnificativ pe Galdikas ca să își realizeze o tabără de lucru permanentă (de fapt un centru de studii), pe malul Mării Java. În acel loc, numit „Camp Leakey,” în onoarea mentorului Trimatelor, Galdikas urma să conducă studiile sale asupra urangutanilor din Borneo.
Înainte de compexele studii efectuate de Birutė Galdikas, urangutanul fusese cel mai puțin înțeles dintre toate maimuțele mari (bonobo, cimpanzeu, gorilă și urangutan - sau orangutan). Excepționala contribuție a cercetătoarei Galdikas a extins considerabil cunoașterea științifică a comportamentului, habitatului, vieții sociale și dietei orangutanului.

### Orangutan Foundation International
În 1986, Galdikas și alți colegi de-ai ei au fondat Orangutan Foundation International (OFI – Fundația Internațională a Urangutanului), având baza în Los Angeles, California, Statele Unite, pentru a ajuta urangutanii, oriunde s-ar afla în lume. Cel de-al doilea șoț al său, Pak Bohap, care era atunci un cultivator de orez, de origine Dayak și președinte tribal, a asistat-o în a stabili organizații similare în Australia, Indonezia și Regatul Unit. Același Pak Bohap este el însuși co-director al programului de studiere și conservare a urangutanilor din Borneo.

### Conservare și reabilitare
Galdikas a rămas în Borneo pentru mai bine de 40 de ani, în timp devenind o adevărată purtătoare de cuvânt a cauzei conservării speciei urangutanilor precum și a mediului lor natural de trai, biomul de pădure tropicală, ce era și este amenințată cu distrugerea de multiple cauze. Printre aceste cause se pot menționa, fără a epuiza lista, industria lemnului, plantațiile de obținere a uleiului de palmier, mineritul în minele de aur și conflagrațiile nenaturale.

## Media

### Cărți
- Reflections of Eden: My Years with the Orangutans of Borneo – Reflectări despre Paradis - Anii mei cu urangutanii din Borneo (1995)
- Orangutan Odyssey – Odiseea urangutanilor (1999)
- Great Ape Odyssey – Odiseea marilor maimuțe (2005), Abrams: New York. ISBN: 978-1-4351-1009-0

### Film și televiziune
Galdikas interpretează rolul principal în filmul documentar Născut pentru a fi în sălbăticie 3D  (engleză Born to Be Wild 3D), care a fost lansat în aprilie 2011. A apărut, de asemenea, în documentarele Nature – Natura (serie de documentare de televiziune, 2005), Life and Times – Viață și timp (serie de documentare de televiziune, 1996), 30 Years of National Geographic Specials – 30 de ani de documentare speciale ale National Geographic (documentar de televiziune, 1995), Orangutans: Grasping the Last Branch – Urangutanii, înțelegerea ultimei ramuri (documentar, 1989), Beauty and the Beasts – Frumusețea și bestiile (documentar pentru Channel 4 UK, 1996), The Last Trimate – Ultima Trimată (documentar de televiziune, 2008) și She Walks With Apes – Ea se plimbă cu primatele (documentar de televiziune al postului CBC, documentare de televiziune, 2019). și Terry Pratchett's Jungle Quest – Întrebarea despre junglă a lui Terry Pratchett (documentar, canalul C4, Regatul Unit, 1995)

## Recunoaștere
Ca o recunoaștere implicită a muncii sale de pionierat în studierea urangutanilor în mediul lor natural, etologului, antropologului și primatologului Galdikas i s-au dedicat lungi articole în cunoscutele publicații Life, The New York Times, The Washington Post și Los Angeles Times, precum și numeroase filme documentare, apărute pe varii posturi de televiziune, precum și apariția sa pe două coperte ale prestigioasei reviste National Geographic.
În 1995, ca semn de supremă recunoaștere din partea țării sale adoptive, Canada, Birutė Galdikas a fost recompensată cu distincția de Ofițer al Ordinului Canadei (engleză Officer of the Order of Canada). — Recipient Birutė Galdikas * Despre Birutė Galdikas